# 이재곤 (야구 선수)
이재곤(李宰坤, 1988년 11월 24일 ~ )은 전 오스트레일리안 베이스볼 리그 질롱 코리아의 언더핸드 투수이다. 투구 폼이 큰 탓에 주자 견제에는 약점이 있지만, 싱커를 잘 구사해 땅볼 유도 능력이 뛰어나다. 실례로 2010년 6월 20일 한화 이글스전에서는 무려 19개의 땅볼을 유도해 냈다.

## 아마추어 시절
경남고등학교 시절에는 이상화와 함께 원투 펀치로 활약했으며 2007년 1차 지명을 받아 입단하였다.

## 한국 프로야구시절

### 롯데 자이언츠시절
2007년에 입단하였는데 본인의 모교인 경남고에서 2003년 투수코치를 역임한 동시에 같은 장신 투수였던(이재곤-192CM 김태석-187CM) 김태석 당시 롯데 기록원은 1991년 말 스리쿼터로 투구폼을 변경했다가 프로에서의 마지막 해인 2002년에 처음 투구폼(사이드암)으로 되돌아왔다.

### 경찰 야구단시절
2007년 시즌 후 입대하였다.

### 롯데 자이언츠복귀
2010년부터 본격적으로 1군에서 활동했다. 좀처럼 1군 출전 기회를 얻지 못하다가, 2010년에 팀의 에이스였던 조정훈이 부상으로 선발 엔트리에서 제외됨에 따라 선발 투수로 출전 기회를 얻었다. 2010년 5월 29일 SK전에서 7이닝 2자책으로 선발 투수로써의 가능성을 내비쳤고, 2010년 6월 4일 삼성전에서 5이닝 3자책점으로 데뷔 첫 승을 기록했다. 특히 한화전에서는 전반기 가장 빼어난 피칭을 선보인 류현진을 상대로 2차례(6월 22일과 7월 21일)나 맞대결했음에도 6월 22일에는 8이닝 동안 2자책점, 7월 21일에는 7.2이닝동안 1자책점을 기록하는 등 위축되지 않는 투구를 보여 깊은 인상을 남겼다. 8월 3일 두산전에서는 불과 93구로 16개의 땅볼을 유도하는 1실점 완투를 보여주며 2010 시즌 최소 투구 완투승을 기록했고 두산 베어스전에서 강한 모습을 보였다. 2010 시즌 8승 3패, 4점대 평균자책점을 기록했다.
2015 시즌 퓨처스 리그 6월 14일 삼성전에서 퓨처스 리그 역대 4번째 노히트 노런을 달성했다.

### kt 위즈시절
2018년에 입단하였다.

## 호주 프로야구시절
2018년에 10월 26일 질롱 코리아에 입단하였다.

## 출신 학교
- 사직초등학교
- 사직중학교
- 경남고등학교

## 통산 기록
| 연도 | 팀명  | 평균자책점 | 경기 | 완투 | 완봉 | 승 | 패 | 세 | 홀 | 이닝  | 피안타 | 피홈런 | 볼넷 | 사구 | 탈삼진 | 실점 | 자책점 |
| ---- | ----- | ---------- | ---- | ---- | ---- | -- | -- | -- | -- | ----- | ------ | ------ | ---- | ---- | ------ | ---- | ------ |
| 2010 | 롯데  | 4.14       | 22   | 1    | 0    | 8  | 3  | 0  | 0  | 124   | 126    | 11     | 31   | 10   | 44     | 63   | 57     |
| 2011 | 롯데  | 6.35       | 39   | 0    | 0    | 3  | 5  | 1  | 2  | 56.2  | 74     | 9      | 25   | 5    | 16     | 52   | 40     |
| 2012 | 롯데  | 9.39       | 8    | 0    | 0    | 0  | 0  | 0  | 0  | 7.2   | 12     | 1      | 7    | 1    | 4      | 8    | 8      |
| 2013 | 롯데  | 6.90       | 10   | 0    | 0    | 3  | 3  | 0  | 0  | 30    | 33     | 3      | 20   | 9    | 17     | 23   | 23     |
| 2015 | 롯데  | 6.23       | 5    | 0    | 0    | 0  | 2  | 0  | 0  | 13    | 15     | 1      | 18   | 4    | 9      | 10   | 9      |
| 통산 | 5시즌 | 5.33       | 84   | 1    | 0    | 14 | 13 | 1  | 2  | 231.1 | 260    | 25     | 101  | 29   | 90     | 156  | 137    |